# Günther Krause

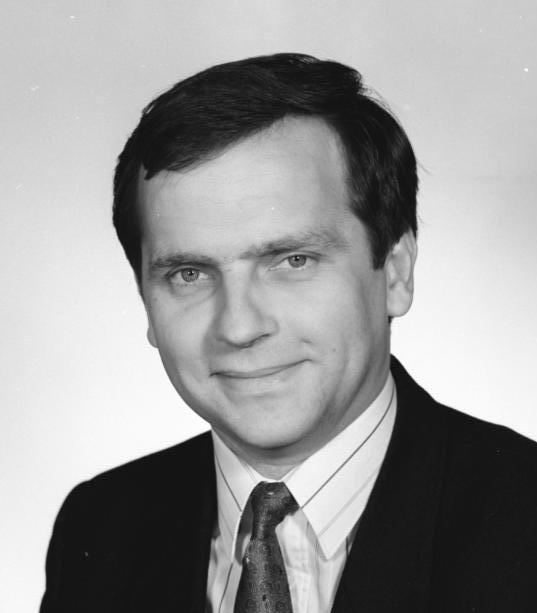
Günther Krause, 1990

Günther Krause (* 13. September 1953 in Halle (Saale)) ist ein deutscher Ingenieur und ehemaliger Politiker (CDU). Er war 1990 Parlamentarischer Staatssekretär beim Ministerpräsidenten der DDR und mit Wolfgang Schäuble Verhandlungsführer beim deutsch-deutschen Einigungsvertrag, von 1990 bis 1991 Bundesminister für besondere Aufgaben und von 1991 bis zu seinem Rücktritt 1993 Bundesminister für Verkehr. Sein Leben ab 1990 ist geprägt von Affären und finanziellen Betrügereien.

## Leben und Beruf

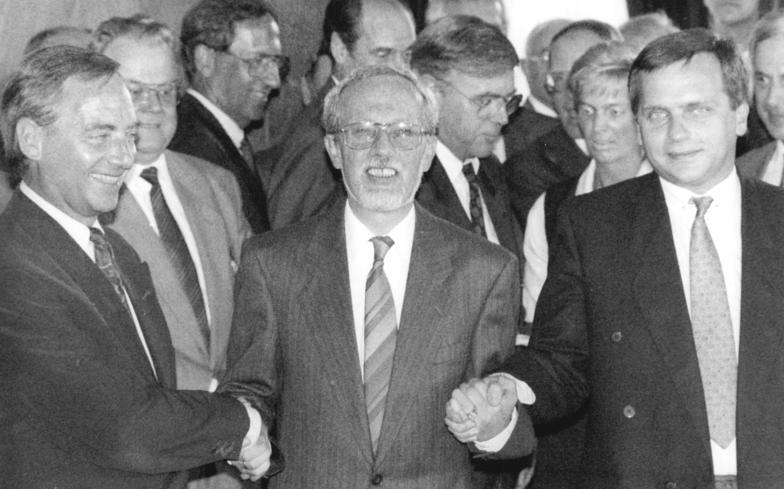
Einigungsvertrag: Wolfgang Schäuble, Lothar de Maizière und Günther Krause, 1990

Nach dem Abitur 1972 leistete Krause seinen Wehrdienst bei der NVA ab und absolvierte dann von 1974 bis 1978 ein Studium an der Hochschule für Architektur und Bauwesen Weimar (heute Bauhaus-Universität), Sektion Rechentechnik und Datenverarbeitung, welches er als Diplom-Ingenieur beendete. Von 1978 bis 1982 arbeitete er beim VEB Wohnungsbaukombinat in Rostock. Von 1982 bis 1990 war er an der Ingenieurhochschule Wismar tätig. 1984 erfolgte mit der Dissertation Ein Beitrag zur automatengestützten Projektierung in der Wandbauweise seine Promotion zum Dr.-Ing. an der Hochschule für Architektur und Bauwesen. 1987 erwarb er in Wismar zusätzlich den Dr. sc. techn., das Thema der Arbeit war diesmal Eine einheitliche CAM/CAP-Entwicklungstechnologie – die Voraussetzung zur dezentralen Nutzung der Mikrorechentechnik in der Seeverkehrswirtschaft.
1990 wurde Krause zum Honorarprofessor an der Technischen Hochschule Wismar berufen. Seit 1993 betrieb er als selbständiger Unternehmer eine Firma für Heizkostenabrechnung in Osteuropa. 1994 erwarb er 50 % der Bank Companie Nord und übernahm den Vorsitz in deren Aufsichtsrat. Ebenfalls 1994 war er kurzzeitig im Aufsichtsrat der I.G. Farbenindustrie AG i. A. Als Geschäftsführer leitete er die Unternehmensberatung IBP GmbH, ab 2008 Zweigniederlassung, ab 2013 Hauptsitz in Brandenburg-Kirchmöser. Diese wollte aus Abfällen Verbrennungsöl erzeugen. Im Juni 2016 wurde vom Amtsgericht Potsdam das Insolvenzverfahren über das Vermögen seines Unternehmens eingeleitet.
Krause ist Mitglied des wissenschaftlichen Beirats der Neutrino Deutschland GmbH, ein Unternehmen, das mit beschichteten Metallen aus Neutrinos elektrische Energie zu gewinnen vorgibt. Stand der Forschung ist allerdings, dass die „Gewinnung von Gleichstrom aus Sonnenenergie, insbesondere Neutrinostrahlung, den gängigen physikalischen Gesetzen“ widerspricht. Die vermeintliche Energiegewinnung durch Neutrinos thematisiert er auch in seinem 2020 erschienenen Buch Das ewige Licht: Der Beginn eines neuen Zeitalters.
Ab dessen Gründung 1995 bis 1997 war Krause Vorsitzender des Yachtclubs Berlin-Grünau.
Im Januar 2020 war er als Kandidat in der 14. Staffel der RTL-Sendung Ich bin ein Star – Holt mich hier raus! zu sehen – schied aber bereits nach dem ersten Tag wegen gesundheitlicher Probleme aus.
Günther Krause hat drei Kinder, vier Enkel und ist seit April 2004 in zweiter Ehe mit Heike Krause-Augustin verheiratet. Zunächst wohnte er in Börgerende-Rethwisch, ab 2008 mit Nebenwohnung und von 2013 bis 2017 mit Hauptwohnung in Brandenburg-Kirchmöser sowie von 2017 bis 2018 in Fincken-Knüppeldamm. Seit 2018 lebt er in Werder (Havel).

## Partei und Abgeordneter
Krause trat 1975 der DDR-CDU bei, einer Blockpartei der DDR. Von 1987 bis 1989 war er CDU-Kreisvorsitzender im Kreis Bad Doberan. Im März 1990 wurde er zum Vorsitzenden des neugegründeten Landesverbandes der CDU in Mecklenburg-Vorpommern gewählt. Diese Funktion hatte er bis zu seinem Rücktritt 1993 inne. Seine Nachfolgerin wurde Angela Merkel.
Seit der ersten freien Volkskammerwahl am 18. März 1990 bis zur Wiedervereinigung war Günther Krause Mitglied dieses Parlaments. Ab dem 10. April 1990 fungierte er als Vorsitzender von dessen CDU/DA-Fraktion. Wenige Tage vor dem 3. Oktober sorgte Krause dafür, dass Reporter bei einer Beratung von Abgeordneten über die namentliche Nennung von Mitgliedern der Staatssicherheit (Stasi) aus dem Saal geschickt wurden und forderte sie vorher auf, den Mitschnitt zu löschen: „Wenn Sie das nicht machen, werde ich Sie verklagen“. Am 3. Oktober 1990 wurde er Mitglied des Deutschen Bundestages. Bei der Bundestagswahl 1990 wurde er mit 45,2 % der Stimmen direkt gewählter Abgeordneter des Wahlkreises Wismar/Doberan. Bei der Bundestagswahl 1994 trat Krause nicht mehr an und schied aus dem Bundestag aus. Zur Bundestagswahl 1998 trat er erneut an, unterlag aber seinem SPD-Wettbewerber Dirk Manzewski.

## Öffentliche Ämter
Von Mitte April bis zum 2. Oktober 1990 war er Parlamentarischer Staatssekretär im Amt des Ministerpräsidenten der DDR, Lothar de Maizière. In dieser Funktion war er auch ab dem 6. Juli 1990 auf der ostdeutschen Seite Verhandlungsführer bei den Gesprächen über den deutsch-deutschen Einigungsvertrag und unterschrieb diesen am 31. August 1990 zusammen mit Wolfgang Schäuble. In der Eigentumsfrage bezog Günther Krause eine differenzierte Position. Auf der einen Seite wollte er sicherstellen, dass das Agrarland aus der Bodenreform, soweit es privates Eigentum von DDR-Bürgern (auch durch Vererbung) geworden war, nicht wieder weggenommen werden kann. Ihm und der DDR-Regierung ging es insbesondere um die Sicherung von 40 Jahren Heimatrecht der DDR-Bürger sowie den Schutz der von ihnen erworbenen Grundstücke. Der Schutz derjenigen DDR-Bürger, die sich durch Kauf oder ihre privilegierte Funktion ein Grundstück angeeignet hatten, sollte nach seiner Ansicht auf jeden Fall Vorrang haben. Deswegen setzte er sich dafür ein, dass die Industrie- und Bodenreform 1945–1949 nicht rückgängig gemacht werden kann. In dieser Zeit waren über 10.000 Betriebe enteignet worden und viele Unternehmer danach in die Westzonen geflüchtet. Krause setzte sich hier dafür ein, dass in der Gemeinsamen Regierungserklärung vom 15. Juni 1990 von Entschädigungen statt Rückgabe die Rede ist. Wolfgang Schäuble modifizierte dies und ersetzte das Wort Entschädigung durch das Wort Ausgleichsleistungen. Krause trug wesentlich dazu bei, dass der Vertrag in sieben Wochen ausgehandelt werden konnte. Dies war die Voraussetzung, um die Wiedervereinigung in kurzer Zeit zu vollenden. Es gab auch Stimmen, die sofort nach Artikel 23 des Grundgesetzes beitreten wollten, ohne gesonderten Einigungsvertrag (Antrag der DSU) und Stimmen, die einen deutlich verlangsamten Beitritt befürworteten.
Nach der Wiedervereinigung am 3. Oktober 1990 wurde er als Bundesminister für besondere Aufgaben in die von Bundeskanzler Helmut Kohl geführte Bundesregierung berufen. Nach der Bundestagswahl 1990 wurde er am 18. Januar 1991 zum Bundesminister für Verkehr ernannt. In dieser Funktion trug er wesentlich dazu bei, dass es verkürzte Planungsverfahren in Ostdeutschland gab, z. B. konnte der Bau der Ostsee-Autobahn A20 in Mecklenburg-Vorpommern in relativ kurzer Zeit fertiggestellt werden. Nach dem Rücktritt des Bundespostministers Christian Schwarz-Schilling wurde er am 17. Dezember 1992 von Bundeskanzler Helmut Kohl mit der Wahrnehmung der Geschäfte des Bundesministers für Post und Telekommunikation beauftragt, die er bis zur Ernennung eines Nachfolgers am 21. Januar 1993 übernahm. Im Bundestag setzte er sich für eine Wiedergutmachung der Enteignungen aus den Jahren 1945–1949 ein. Mit den Abgeordneten Hans H. Gattermann (FDP), Rupert Scholz (CDU) und Wilhelm Rawe (CDU) erarbeitete er die Gesetzesinitiative „Ausgleichszertifikatsmodell“. Nach diesem sollte bei Wegfall der Vermögensabgabe bis zum Jahre 2003 auf der Grundlage fiktiver Verkehrswerte per 3. Oktober 1990 in Sachwerten entschädigt werden, danach in Bruchteilen des Verkehrswertes in Geld. Das Ausgleichszertifikatsmodell wurde im Bundestag gelesen, danach in den Finanzausschuss geleitet, dort abgelehnt bzw. im Vermittlungsausschuss abgeändert. Diesem Konzept wurde insbesondere deshalb nicht zugestimmt, da die zeitnahe Einlösung der Ausgleichszertifikate zu einer unmittelbaren Belastung des Bundeshaushaltes geführt hätte. Außerdem waren die neuen Bundesländer der Auffassung, das Coupon-Modell führe zu einer ungerechtfertigten Bevorzugung der Alteigentümer.
Krause kandidierte 1995 für das Amt des Oberbürgermeisters von Rostock, unterlag aber dem Kandidaten der SPD Arno Pöker.
Am 10. Januar und am 28. Oktober 1999 gab Günther Krause zwei eidesstattliche Versicherungen ab. Er wandte sich in der ersten eidesstattlichen Versicherung gegen die Behauptung, die Sowjetunion hätte für ihre Zustimmung zur deutschen Wiedervereinigung zur Bedingung gemacht, dass die Vermögenswerte, die in der Sowjetischen Besatzungszone Deutschlands 1945 bis 1949 enteignet worden seien, nicht zurückgegeben werden dürfen. Er bestätigte, dass die Sowjetunion keinesfalls auf einer solchen Regelung bestanden, sondern dies als „innerdeutsche“ Frage aufgefasst habe. In der zweiten eidesstattlichen Versicherung wehrte er sich gegen die Interpretation seiner ersten Aussage durch das Bundesverwaltungsgericht, ohne ihn anzuhören. Mit dieser Einschätzung bestätigte er Aussagen von Michail Gorbatschow vom 1. März 1998 und Außenminister Eduard Schewardnadse.

## Affären, Gerichtsverfahren, Verurteilungen
Krause schied am 13. Mai 1993 aus dem Amt des Verkehrsminister aus und trat bald darauf auch vom Vorsitz der CDU in Mecklenburg-Vorpommern zurück. Grund waren mehrere in der Öffentlichkeit als Affären behandelte Vorgänge:
- „Raststättenaffäre“ (1991): Verkauf der ostdeutschen Autobahnraststätten 1990 an die niederländische Hotelkette Van der Valk[35]
- „Autobahnaffäre“ (1991): Krause soll die Bevorzugung des Unternehmens Kracon für den Bau der neuen A 20 bewirkt haben.
- „Umzugsaffäre“ (1991): Sein Umzug vom DDR-Dienstsitz Berlin an den vormaligen Familienwohnsitz Börgerende, den er sich vom Staat mit rund 6000 DM finanzieren ließ. Der Bundesrechnungshof beanstandete die Erstattung der Umzugskosten nach einer Prüfung allerdings nicht.[36][37]
- „Putzfrauenaffäre“ (1992/3): Krause, bzw. seine Frau, sollen beim Arbeitsamt für die langzeitarbeitslose Putzfrau Zuschüsse beantragt haben und vom Amt eine zu hohe Förderung der Lohnkosten erhalten haben. Letztlich ließ sich auch hier kein Fehler in der Förderung feststellen.

Krause musste im Jahr 2001 einen Offenbarungseid leisten. In einem Strafverfahren vor dem Landgericht Rostock zur Aufarbeitung der millionenschweren Insolvenz seines Unternehmens Aufbau Invest wurde er zunächst am 23. Dezember 2002 in erster Instanz zu einer Haftstrafe von drei Jahren und neun Monaten verurteilt. Zur Last gelegt waren ihm Insolvenzverschleppung, Untreue, Betrug und Steuerhinterziehung.
Dieses Urteil wurde am 7. Juli 2004 vom Bundesgerichtshof (BGH) aufgehoben und das Verfahren an das Landgericht Rostock zu neuer Verhandlung zurückverwiesen. Er wurde in 25 von 27 Tatvorwürfen nicht verurteilt, weil die meisten Tatvorwürfe verjährt waren.
Das Landgericht Rostock verurteilte ihn am 30. Oktober 2007 zu einer Bewährungsstrafe von 14 Monaten. Die Revision dieses Urteils (wieder durch den 5. Strafsenat des BGH) endete am 24. März 2009 durch Beschluss mit der teilweisen Einstellung des Verfahrens und der Abänderung der Urteilsfassung des Landgerichts dahin, dass Krause wegen Betruges und vorsätzlichen Verstoßes gegen die Konkursantragspflicht zu einer Gesamtfreiheitsstrafe von neun Monaten verurteilt sei, deren Vollstreckung zur Bewährung ausgesetzt wurde.
Krause und seine Frau bewohnten über ein Jahr lang eine Luxus-Villa an der mecklenburgischen Seenplatte, ohne den Kaufpreis von 459.000 Euro dafür zu bezahlen. Der Verkäufer erwirkte gerichtlich den Auszug. Kurz vor einer Zwangsräumung zogen sie aus.
Krause geriet auch wegen weiterer Betrugsfälle in die Schlagzeilen, etwa wegen Geld, das er sich für den Erwerb einer Küche geliehen hatte und nicht zurückzahlte.
In einem weiteren Bankrott- und Betrugsprozess vor dem Landgericht Rostock wurde Krause vorgeworfen, er habe Vermögen in einem Insolvenzverfahren verheimlicht und Darlehensgeber über seine Zahlungsfähigkeit und Zahlungsbereitschaft getäuscht. Im September 2023 gestand Krause die Tatvorwürfe und wurde zu einer Bewährungsstrafe von einem Jahr und elf Monaten verurteilt.
Die Verurteilung ist durch die mit Beschluss vom 29. Mai 2024 erfolgte weitestgehende Verwerfung der Revision rechtskräftig.